# Biatlo nos Jogos Paralímpicos de Inverno de 2014 - 12,5 km feminino
A disputa dos 12,5 km feminino do biatlo nos Jogos Paralímpicos de Inverno de 2014 foi disputada no Centro de Esqui Cross-Country e Biatlo Laura, na Clareira Vermelha, em 14 de março de 2014.

## Medalhistas
| Medalha | Atletas sentados        | Atletas em pé           | Deficientes visuais                            |
| ------- | ----------------------- | ----------------------- | ---------------------------------------------- |
| Ouro    | RUS Svetlana Konovalova | UKR Oleksandra Kononova | RUS Iuliia Budaleeva / Tatiana Maltseva (guia) |
| Prata   | GER Anja Wicker         | RUS Alena Kaufman       | RUS Mikhalina Lysova / Alexey Ivanov (guia)    |
| Bronze  | RUS Olena Iurkovska     | RUS Natalia Bratiuk     | UKR Oksana Shyshkova / Lada Nesterenko (guia)  |

## Resultados

### Atletas sentadas
| Pos.              | Bib | Atleta                   | Penalidades | Tempo real | Tempo calculado | Diferença |
| ----------------- | --- | ------------------------ | ----------- | ---------- | --------------- | --------- |
| Medalha de ouro   | 109 | RUS Svetlana Konovalova  | 0+0+0+0     | 40:44.0    | 40:44.0         | —         |
| Medalha de prata  | 103 | GER Anja Wicker          | 0+0+0+0     | 46:03.4    | 41:27.1         | +43.1     |
| Medalha de bronze | 106 | UKR Olena Iurkovska      | 0+0+0+0     | 41:30.8    | 41:30.8         | +46.8     |
| 4                 | 105 | RUS Marta Zaynullina     | 1+0+0+0     | 42:07.4    | 43:07.4         | +2:23.4   |
| 5                 | 102 | RUS Akzhana Abdikarimova | 0+0+0+0     | 48:01.3    | 43:13.2         | +2:29.2   |
| 6                 | 104 | UKR Lyudymyla Pavlenko   | 1+1+0+0     | 44:35.5    | 43:55.0         | +3:11.0   |
| 7                 | 108 | GER Andrea Eskau         | 2+0+0+0     | 47:08.8    | 46:19.1         | +5:35.1   |
| 8                 | 101 | BLR Lidziya Hrafeyeva    | 1+0+1+1     | 44:23.8    | 47:23.8         | +6:39.8   |
| 9                 | 107 | RUS Nadezda Andreeva     | 1+3+2+1     | 44:03.4    | 51:03.4         | +10:19.4  |

### Atletas em pé
| Pos.              | Bib | Atleta                  | Penalidades | Tempo real | Tempo calculado | Diferença |
| ----------------- | --- | ----------------------- | ----------- | ---------- | --------------- | --------- |
| Medalha de ouro   | 130 | UKR Oleksandra Kononova | 0+0+1+0     | 40:43.9    | 40:30.6         | —         |
| Medalha de prata  | 132 | RUS Alena Kaufman       | 0+0+1+0     | 40:46.1    | 40:32.7         | +2.1      |
| Medalha de bronze | 125 | RUS Natalia Bratiuk     | 0+0+0+0     | 42:17.0    | 41:00.9         | +30.3     |
| 4                 | 131 | RUS Anna Milenina       | 0+1+0+1     | 40:26.9    | 41:14.1         | +43.5     |
| 5                 | 124 | UKR Liudmyla Liashenko  | 0+1+0+0     | 42:45.3    | 42:28.3         | +1:57.7   |
| 6                 | 126 | UKR Iuliia Batenkova    | 1+1+0+0     | 42:11.1    | 42:29.9         | +1:59.3   |
| 7                 | 127 | JPN Momoko Dekijima     | 0+0+0+0     | 44:28.7    | 42:42.0         | +2:11.4   |
| 8                 | 129 | FIN Maija Jarvela       | 0+0+0+1     | 43:50.0    | 43:31.1         | +3:00.5   |
| 9                 | 128 | UKR Iryna Bui           | 0+0+1+0     | 43:57.7    | 43:38.6         | +3:08.0   |
| 10                | 122 | ITA Pamela Novaglio     | 0+0+1+0     | 46:59.1    | 46:06.3         | +5:35.7   |
| 11                | 123 | BLR Larysa Varona       | 0+0+1+0     | 46:49.4    | 46:25.1         | +5:54.5   |
| 12                | 121 | CAN Caroline Bisson     | 1+2+0+1     | 54:32.7    | 56:21.8         | +15:51.2  |

### Deficientes visuais
| Pos.              | Bib | Atleta                                  | País         | Penalidades | Tempo real | Tempo calculado | Diferença |
| ----------------- | --- | --------------------------------------- | ------------ | ----------- | ---------- | --------------- | --------- |
| Medalha de ouro   | 145 | Iuliia Budaleeva Guia: Tatiana Maltseva | RUS Rússia   | 0+0+0+0     | 36:09.3    | 35:25.9         | —         |
| Medalha de prata  | 146 | Mikhalina Lysova Guia: Alexey Ivanov    | RUS Rússia   | 0+0+0+1     | 37:05.5    | 37:21.0         | +1:55.1   |
| Medalha de bronze | 143 | Oksana Shyshkova Guia: Lada Nesterenko  | UKR Ucrânia  | 0+0+0+0     | 38:35.1    | 37:48.8         | +2:22.9   |
| 4                 | 144 | Elena Remizova Guia: Natalia Yakimova   | RUS Rússia   | 0+0+1+0     | 37:59.4    | 38:13.8         | +2:47.9   |
| 5                 | 141 | Olga Prylutska Guia: Volodymyr Mogylnyi | UKR Ucrânia  | 0+1+0+1     | 44:21.9    | 46:21.9         | +10:56.0  |
|                   | 142 | Vivian Hösch Guia: Norman Schlee        | GER Alemanha | 0+0         | DNF        | DNF             | DNF       |

Legenda
| Recorde mundial      | Recorde mundial (World record)               |                       | Recorde africano                      | Recorde africano (African) |                                           | Q | Classificado por posição (Qualified) |
| Recorde olímpico     | Recorde olímpico (Olympic record)            | Recorde da América    | Recorde da América (Americas)         | q                          | Classificado por melhor tempo (Qualified) |   |                                      |
| Melhor marca do ano  | Melhor marca do ano (World leading)          | Recorde asiático      | Recorde asiático (Asian)              | DNS                        | Não largou (Did not start)                |   |                                      |
| Recorde nacional     | Recorde nacional (National record)           | Recorde europeu       | Recorde europeu (European)            | DNF                        | Não terminou (Did not finish)             |   |                                      |
| Recorde pessoal      | Recorde pessoal do atleta (Personal best)    | Recorde da Oceania    | Recorde da Oceania (Oceania)          | DSQ / DQ                   | Desclassificado (Disqualified)            |   |                                      |
| Recorde da temporada | Recorde da temporada do atleta (Season best) | Recorde sul-americano | Recorde sul-americano (South America) | NM                         | Sem marca (No mark)                       |   |                                      |